# A-334 (Spanje)

De A-334

De A-334 of Autovía del Almanzora is een autovía in Andalusië. De snelweg is 22 kilometer lang en verbindt de A-92N bij Baza met de A-7 in Huércal-Overa. Zo'n 29 kilometer werden aangelegd; de snelweg zal in totaal 88,3 kilometer lang worden.